# European Neurology
European Neurology (skrót: Eur Neurol) – szwajcarskie, anglojęzyczne czasopismo medyczne.
Periodyk został założony w 1897 roku przez Carla Wernickego i Theodora Ziehena jako „Monatsschrift für Psychiatrie und Neurologie”. Następnie czasopismo redagowali: Karl Bonhoeffer (1912–1938), J. Klaesi (1939–1967), E. Grünthal (1953–1967) oraz H.E. Kaeser (1968–1993). Pod pierwotnym tytułem wyszło pierwsze 137 woluminów czasopisma (1897-1957); kolejne 20 pod tytułem „Psychiatria et Neurologia” (1957-1967), a od 1967 roku periodyk ukazuje się jako „European Neurology”. 
Redaktorem naczelnym jest Julien Bogousslavsky, związany z Clinique Valmont w szwajcarskim Montreux. Pismo ma współczynnik wpływu impact factor (IF) wynoszący 1,235 (2018/2019). W międzynarodowym rankingu SCImago Journal Rank (SJR) mierzącym znaczenie poszczególnych czasopism naukowych „European Neurology" zostało w 2018 sklasyfikowane na:
- 99. miejscu wśród czasopism z dziedziny neurologii[4]
- 203. miejscu wśród czasopism z dziedziny neurologii klinicznej[5].

W polskim wykazie czasopism punktowanych przez Ministerstwo Nauki i Szkolnictwa Wyższego publikacja w tym czasopiśmie otrzymuje 70 pkt (2019). 